# Phobia
Phobia је трећи студијски албум америчког музичког састава Брејкинг Бенџамин, објављен 8. августа 2006. године. Издавачка кућа је Hollywood Records. Прве недеље албум је продат у 131.000 примерака.
До сада је један сингл објављен са албума: „The Diary of Jane“.

## Листа песама
1. „“ - 1:13
2. „“ - 3:21
3. „“ - 3:38
4. „“ - 3:22
5. „“ - 3:41
6. „“ - 4:11
7. „“ - 3:47
8. „“ - 3:03
9. „“ - 4:17
10. „“ - 3:46
11. „“ - 3:47
12. „“ - 3:10
13. „“ - 2:05

(Рана издања садрже и акустичну верзију песме „The Diary of Jane“.)